# 니시 유키
니시 유키(일본어: 西 勇輝, 1990년 11월 10일 ~ )는 일본의 프로 야구 선수이며, 현재 센트럴 리그인 한신 타이거스의 소속 선수(투수)이다. 미에현 미에군 고모노정 출신이다.

## 인물

### 프로 입단 전
미에 현립 고모노 고등학교 시절 2학년 때부터 에이스 투수로서 활약을 했고 2학년에 재학 중 여름에 열린 전국 고등학교 야구 선수권 대회의 미에현 대회에서 팀은 결승전까지 진출하였으며 미에 현립 우지야마다 상업고등학교와 결승에서 대결하지만 나카이 다이스케한테 홈런을 허용하는 등 4실점을 하면서 패전 투수가 되었다. 3학년 여름에는 다시 미에현 대회 결승에서 우지야마다 상업고등학교와 상대해 5대 2로 승리를 거두면서 제90회 전국 고등학교 야구 선수권 기념 대회에 출전을 결정했다.
2008년 프로 야구 드래프트 회의에서 오릭스 버펄로스로부터 3순위 지명을 받고 입단했다.

### 프로 입단 후

#### 2009년
이듬해 2군에서 18경기에 등판하여 그 활약을 인정받아 시즌 종반에는 1군으로 승격했다. 9월 21일의 도호쿠 라쿠텐 골든이글스전에서 데뷔 첫 등판을 했고 오릭스 버펄로스의 사상 최초가 되는 고졸 신인으로서의 1년차에 1군 등판을 기록, 투구 내용도 1이닝을 보기 좋게 3자 범퇴로 처리했다. 그 후, 오릭스에서는 히라이 마사후미 이후 15년 만이 되는 고졸 신인의 선발 기용도 시사하는 만큼 구단 수뇌부의 기대는 높아졌지만 결국은 중간 계투로서 3경기에 등판하였는데 4이닝을 무안타와 무실점으로 결과를 남겼다.

#### 2010년
주로 중간 계투로 등판하면서 뚜렷한 결과를 남기는 등 18경기에 등판해 평균자책점 3.41의 성적을 남겼다. 8월 12일의 후쿠오카 소프트뱅크 호크스전에서는 프로 데뷔 첫 선발 투수를 맡아 5이닝 2사까지는 무안타로 처리하면서도 이후 마쓰다 노부히로에게 동점 적시타를 허용하는 등 역전을 당해 프로 첫 승리는 다음으로 미뤄졌다. 9월 5일의 소프트뱅크전에서도 이 날 데뷔 후 처음으로 선발 등판한 야마다 노부요시의 두 번째 투수로서 등판해 10대로서의 릴레이를 달성한다. 그 앞에는 6이닝까지 무실점으로 막아 6회말에 팀이 이기고 있는 상황에 승리 투수의 자격을 얻었지만 7회초에 또다시 마쓰다에 동점 적시타를 허용하면서 프로 첫 승리를 놓쳤다.

#### 2011년
시범 경기에서부터 기대 이상의 성적을 나타나며 팀의 선발 로테이션에 들어갔다. 4월 17일의 라쿠텐전에 등판해 첫 회에는 희생 플라이로 실점을 허용하였지만 3회부터 6회까지를 3자 범퇴로 처리하는 등 7이닝 탈삼진 8개, 3안타 1실점의 호투를 보여주었고 고교 시절에 이길 수 없었던 한신 고시엔 구장에서의 첫 승리 투수가 되었다. 2011년 시즌 4경기째에서의 선발 투수로 등판한 5월 8일의 지바 롯데 마린스전에서는 7이닝을 3실점으로 호투하면서 개막 4연승을 달성하기도 했다. 오릭스의 투수로서는 1993년의 하세가와 시게토시 이후 전년도에 단 한번도 승리 투수가 된 적이 없으면서도 4전 4승을 기록한 것은 한큐 브레이브스 시대의 당시 신인이었던 1978년 미우라 히로유키가 기록한 이후 역대 두 번째이다. 연승은 4로 멈췄지만 그 후에도 5승 2패를 기록하며 순조로운 모습을 보였지만, 6월 11일 요미우리 자이언츠전에서 감기에 의한 컨디션 저하에 의해 등판을 포기했다. 오카다 아키노부 감독으로부터 “자기 관리를 철저하게 하지 않았다”라는 질책을 받아 등록이 말소되었다.
7월 1일의 소프트뱅크전에서는 7회부터 등판해 3이닝을 무실점으로 호투하며 프로 첫 세이브를 기록했고 그 후 선발과 구원으로 번갈아 등판하는 일이 생기면서 불안정한 투구가 나오는 등 승리 투수와는 거리가 멀어지고 있었다. 8월 4일의 소프트뱅크전에서는 5회초 상대 타자인 호소카와 도루의 머리 부분을 향해 위협구 수준의 공을 던져 퇴장당하는 불운을 겪었고 8월 5일에 자신의 이름이 담겨져 있는 사진집이 발매되었다. 그리고 8월 11일의 라쿠텐전에서는 9이닝을 던져 탈삼진 9개와 1실점을 호투하며 데뷔 첫 완투승을 기록하면서 6월 4일의 히로시마 도요 카프전 이후 약 2개월 만의 승리 투수가 되었다. 그러나 9월 29일의 지비 롯데전에서는 2와 2/3이닝을 던져 3실점을 허용하는 등 조기 강판을 당해 시즌 6패를 기록했다.
그 후 2군에 떨어지면서 10월 13일에는 다시 1군에 복귀, 지바 롯데와의 시즌 최종전에서 7과 2/3이닝 무실점으로 호투하면서 자신의 첫 두 자릿수 승리 기록을 세웠다.

#### 2012년
개막 4경기째가 되는 닛폰햄전에서 5이닝 3실점을 기록하면서도 승리 투수가 되었고 팀도 시즌 첫 승리를 기록했다. 가네코 지히로, 데라하라 하야토 등의 주력 투수들이 잇달아 전력에서 이탈하는 와중에도 선발 로테이션을 계속 지켰지만 8월 9일에 오른쪽 어깨 통증으로 전력에서 이탈당했다. 그 후, 9월 23일 1군에 복귀했고 시즌 최종전이 된 10월 8일의 소프트뱅크전에서 노히트 노런을 달성했다. 퍼시픽 리그에서는 2000년 오사카 긴테쓰 버펄로스의 나르시소 엘비라, 구단에서는 1995년 사토 요시노리가 기록한 이후의 쾌거였고 이 노히트 노런이 자신의 첫 완봉승이었다. 그 해에는 팀 타선의 부진으로 인해 승리 투수가 되지 않은 적도 있었지만 팀내 최다가 되는 8승을 기록했다.

## 상세 정보

### 출신 학교
- 미에 현립 고모노 고등학교

### 선수 경력
프로팀 경력
- 오릭스 버펄로스(2009년 ~ 2018년)
- 한신 타이거스(2019년 ~ )

국가 대표 경력
- 2015년 WBSC 프리미어 12 일본 국가대표

### 수상·타이틀 경력
- 골든 글러브상 : 1회(2019년) ※투수 부문
- 월간 MVP : 2회(2014년 3·4월, 2019년 9월) ※투수 부문

### 개인 기록

#### 투수 기록
- 첫 등판 : 2009년 9월 21일, 대 도호쿠 라쿠텐 골든이글스 20차전(클리넥스 스타디움 미야기), 7회말에 3번째 투수로서 구원 등판, 1이닝 무실점
- 첫 탈삼진 : 2009년 9월 25일, 대 지바 롯데 마린스 22차전(지바 마린 스타디움), 8회말에 니시오카 쓰요시로부터
- 첫 홀드 : 2010년 8월 5일, 대 사이타마 세이부 라이온스 15차전(교세라 돔 오사카), 5회초 2사에 2번째 투수로서 구원 등판, 2/3이닝 무실점
- 첫 선발 : 2010년 8월 12일, 대 후쿠오카 소프트뱅크 호크스 18차전(후쿠오카 Yahoo! JAPAN 돔), 4와 2/3이닝 5실점
- 첫 승리·첫 선발 승리 : 2011년 4월 17일, 대 도호쿠 라쿠텐 골든이글스 3차전(한신 고시엔 구장), 7이닝 1실점
- 첫 세이브 : 2011년 7월 1일, 대 후쿠오카 소프트뱅크 호크스 7차전(교세라 돔 오사카), 7회초에 2번째 투수로서 구원 등판·마무리, 3이닝 무실점
- 첫 완투 승리 : 2011년 8월 11일, 대 도호쿠 라쿠텐 골든이글스 15차전(교세라 돔 오사카), 9이닝 1실점, 무사사구
- 첫 완봉 승리 : 2012년 10월 8일, 대 후쿠오카 소프트뱅크 호크스 24차전(후쿠오카 Yahoo! JAPAN 돔), 노히트 노런으로 달성

#### 타격 기록
- 첫 타석 : 2011년 6월 4일, 대 히로시마 도요 카프 4차전(MAZDA Zoom-Zoom 스타디움 히로시마), 3회초에 마에다 겐타로부터 볼넷
- 첫 안타 : 2016년 6월 14일, 대 한신 타이거스 1차전(한신 고시엔 구장), 2회초에 노미 아쓰시로부터 우전 안타
- 첫 타점 : 2019년 4월 14일, 대 주니치 드래건스 3차전(한신 고시엔 구장), 4회말에 요시미 가즈키로부터 좌전 2점 적시타

#### 기록 달성 경력
- 통산 1000투구 이닝 : 2017년 6월 16일, 대 요코하마 DeNA 베이스타스 1차전(요코하마 스타디움) ※역대 347번째
- 통산 1000탈삼진 : 2019년 6월 21일, 대 사이타마 세이부 라이온스 1차전(한신 고시엔 구장), 5회초에 나카무라 다케야로부터 ※역대 149번째

#### 기타
- 올스타전 출장 : 3회(2012년, 2014년, 2015년)
- 노히트 노런 : 2012년 10월 8일, 대 후쿠오카 소프트뱅크 호크스 24차전(후쿠오카 Yahoo! JAPAN 돔) ※일본 프로 야구 역대 76번째(87번째)
- 개막 이후부터의 연승 기록 : 8연승(2014년) ※구단 기록

### 등번호
- 63(2009년 ~ 2011년)
- 21(2012년 ~ 2018년)
- 16(2019년 ~ )

### 연도별 투수 성적
| 연 도       | 소 속       | 등 판 | 선 발 | 완 투 | 완 봉 | 무 4 구 | 승 리 | 패 전 | 세 이 브 | 홀 드 | 승 률 | 타 자 | 이 닝  | 피 안 타 | 피 홈 런 | 볼 넷 | 고 4 | 몸 맞 | 탈 삼 진 | 폭 투 | 보 크 | 실 점 | 자 책 점 | 평 자 책 | W H I P |
| ----------- | ----------- | ----- | ----- | ----- | ----- | ------- | ----- | ----- | -------- | ----- | ----- | ----- | ------ | -------- | -------- | ----- | ---- | ----- | -------- | ----- | ----- | ----- | -------- | -------- | ------- |
| 2009년      | 오릭스      | 3     | 0     | 0     | 0     | 0       | 0     | 0     | 0        | 0     | ----  | 13    | 4.0    | 0        | 0        | 1     | 0    | 0     | 2        | 0     | 0     | 0     | 0        | 0.00     | 0.25    |
| 2010년      | 오릭스      | 18    | 1     | 0     | 0     | 0       | 0     | 0     | 0        | 1     | ----  | 128   | 31.2   | 21       | 3        | 14    | 0    | 1     | 31       | 0     | 0     | 12    | 12       | 3.41     | 1.11    |
| 2011년      | 오릭스      | 25    | 18    | 1     | 0     | 1       | 10    | 7     | 1        | 0     | .588  | 537   | 130.2  | 109      | 8        | 26    | 0    | 16    | 106      | 1     | 0     | 49    | 44       | 3.03     | 1.03    |
| 2012년      | 오릭스      | 19    | 19    | 2     | 1     | 0       | 8     | 3     | 0        | 0     | .727  | 503   | 123.0  | 106      | 3        | 33    | 0    | 5     | 87       | 2     | 0     | 41    | 38       | 2.78     | 1.13    |
| 2013년      | 오릭스      | 28    | 28    | 3     | 0     | 1       | 9     | 8     | 0        | 0     | .529  | 708   | 166.0  | 178      | 13       | 42    | 0    | 14    | 137      | 5     | 0     | 74    | 67       | 3.63     | 1.33    |
| 2014년      | 오릭스      | 24    | 24    | 3     | 1     | 2       | 12    | 10    | 0        | 0     | .545  | 640   | 156.0  | 146      | 11       | 35    | 1    | 7     | 119      | 1     | 0     | 65    | 57       | 3.29     | 1.16    |
| 2015년      | 오릭스      | 24    | 24    | 3     | 2     | 0       | 10    | 6     | 0        | 0     | .625  | 655   | 162.2  | 140      | 11       | 43    | 0    | 6     | 143      | 3     | 0     | 46    | 43       | 2.38     | 1.13    |
| 2016년      | 오릭스      | 26    | 26    | 2     | 1     | 0       | 10    | 12    | 0        | 0     | .455  | 712   | 165.1  | 171      | 4        | 48    | 1    | 8     | 108      | 2     | 0     | 80    | 76       | 4.14     | 1.33    |
| 2017년      | 오릭스      | 17    | 17    | 3     | 1     | 0       | 5     | 6     | 0        | 0     | .455  | 483   | 117.2  | 108      | 14       | 29    | 0    | 7     | 88       | 0     | 0     | 46    | 45       | 3.44     | 1.16    |
| 2018년      | 오릭스      | 25    | 25    | 0     | 0     | 0       | 10    | 13    | 0        | 0     | .435  | 679   | 162.1  | 162      | 15       | 36    | 2    | 6     | 119      | 1     | 0     | 66    | 65       | 3.60     | 1.22    |
| 2019년      | 한신        | 26    | 26    | 1     | 1     | 0       | 10    | 8     | 0        | 0     | .556  | 702   | 172.1  | 159      | 12       | 36    | 2    | 9     | 112      | 2     | 0     | 60    | 56       | 2.92     | 1.02    |
| 통산 : 11년 | 통산 : 11년 | 235   | 208   | 18    | 7     | 4       | 84    | 73    | 1        | 1     | .535  | 5760  | 1391.2 | 1300     | 94       | 343   | 6    | 79    | 1052     | 17    | 0     | 539   | 503      | 3.25     | 1.18    |

- 2019년 시즌 종료 기준.
- 굵은 글씨는 시즌 최고 성적.

### 연도별 수비 성적
| 연도 | 소속   | 투수  | 투수  | 투수  | 투수  | 투수  | 투수     |
| 연도 | 소속   | 경 기 | 척 살 | 보 살 | 실 책 | 병 살 | 수 비 율 |
| ---- | ------ | ----- | ----- | ----- | ----- | ----- | -------- |
| 2009 | 오릭스 | 3     | 1     | 0     | 0     | 0     | 1.000    |
| 2010 | 오릭스 | 18    | 2     | 3     | 0     | 0     | 1.000    |
| 2011 | 오릭스 | 25    | 5     | 31    | 1     | 1     | .973     |
| 2012 | 오릭스 | 19    | 8     | 21    | 2     | 3     | .935     |
| 2013 | 오릭스 | 28    | 12    | 39    | 2     | 7     | .962     |
| 2014 | 오릭스 | 24    | 16    | 29    | 2     | 2     | .957     |
| 2015 | 오릭스 | 24    | 18    | 39    | 1     | 1     | .983     |
| 2016 | 오릭스 | 26    | 7     | 36    | 1     | 0     | .977     |
| 2017 | 오릭스 | 17    | 3     | 23    | 2     | 0     | .929     |
| 2018 | 오릭스 | 25    | 8     | 29    | 1     | 1     | .974     |
| 통산 | 통산   | 209   | 80    | 250   | 12    | 15    | .965     |

- 2018년 시즌 종료 기준.

## 관련 정보
- 니시 유키 공식 오리지널 사진집 보관됨 2013-10-26 - 웨이백 머신(2011년 8월 5일)